# Kiev Challenger 2003
Il Kiev Challenger 2003 è stato un torneo di tennis facente parte della categoria ATP Challenger Series nell'ambito dell'ATP Challenger Series 2003. Il torneo si è giocato a Kiev in Ucraina dal 2 al 7 settembre 2003 su campi in terra rossa.

## Vincitori

### Singolare
Irakli Labadze ha battuto in finale  Petr Kralert con il punteggio di 6–1, 6–2

### Doppio
Ignacio Gonzalez-King /  Juan Pablo Guzmán hanno battuto in finale  Harsh Mankad /  Jason Marshall 6–2, 3–6, 6–4